# Moenkhausia
Moenkhausia é um gênero de peixes sul-americanos de água doce. Esse gênero compreende 75 espécies válidas distribuídas nas bacias das regiões neotropicais e cisandinas pertencente à família Characidae. Esse gênero é diagnosticado por possuir duas fileiras de dentes pré-maxilares, cinco ou mais dentes na fileira interna do pré-maxilar. Eigenmann (1917) ainda é a referência mais relevante sobre as espécies do gênero, além disso o gênero é considerado não-monofilético de acordo com o trabalho de Mirande (2010).
No trabalho de Bertaco et al. (2011) foi criado uma chave de identificação para as espécies que ocorrem na Bacia do Tocantins-Araguaia:
1.    Raios ramificados da nadadeira anal 17 a 19 . . . . . . . . . . . . . . . . . . . . . . . . . . . . . . . . . . . . . . .. . ..2
-      Raios ramificados da nadadeira anal 21 a 30 . . . . . . . . . . . . . . . . . . . . . . . . . . . . . . . . . . . . . . .. . . 3
2.    Escamas da linha lateral  27 ou 28; um dente maxilar; presença de mancha escura na base da nadadeira caudal; mancha umeral triangular preta. . . . . . . . . . . . . . . . . ....... . . . . . . . . M. pyrophthalma -      Escamas da linha lateral 36 ou 37; quatro a 5  dentes maxilar; ausência de mancha    escura na base da nadadeira caudal, mancha umeral difusa . . . . . . . . . . . . . . . . . ... . . . . . . . . . . . . . .M. dasalmas
3. Mancha escura no lobo superior da nadadeira caudal . . . . . . . . . . . . . . . . . . . . . . . . . . . . . . . . .  . . . 4
- Ausência de mancha escura no lobo superior da nadadeira caudal. . . . . . ..... . . . . . . . . . . .. . . . . . . . 5
4. Escamas da linha lateral 29 a 35; uma manha umeral grande e de forma irregular localizada acima da quinta a nova escama perfurada da linha lateral . . . . . . . . . . . . . . . . . . . . . . . . . . . . . . . . . . . . . . . . . . . . . . . . . . . . . . . . . . . . . . . . . M. hysterosticta
- Escamas da linha lateral de 36 a 38; uma mancha umeral verticalmente alongada localizada logo após a margem superior do opérculo..................... ...................M. loweae
5. Duas manchas umerais; 7 ou 8 escamas acima ou 6 ou 7 escamas abaixo da linha lateral; 37 a 41 escamas na linha lateral . .................................. ................M. pankilopteryx
- Um ponto umeral; 5 a 6 escamas acima e 3 ou 4 escamas abaixo da linha lateral; 33 a 37 escamas da linha lateral....................................................6
6. Raios da nadadeira anal 21 a 25; escamas pré-dorsal 7 ou 8; presença de uma marca escura em forma de sela anterior á origem da nadadeira dorsal; escamas linha lateral 35 a 37 . . . . . . . . . . . . . . . . . . . . . . . . . . . . . . . . . . . . . . . . . . . . . . . . . . . . . . . . . . . . . . . . . . M. tergimacula
- Raios ramificados 26 a 30; escamas pré-dorsais 10 a 12; ausência de mancha escura anterior á origem da nadadeira dorsal; escamas linha lateral 33 a 35 . . . . . . . . . . . . . . . . . . . . . . . . . . . . . . . . . . . . . . . . . . . . . . . . . . . . . . . . . . . . . . . . . . . . . . . . . M. aurantia, new species

## Espécies
- Moenkhausia abyss G. D. de Oliveira & Marinho, 2016[4]
- Moenkhausia affinis Steindachner, 1915
- Moenkhausia agnesae Géry, 1965
- Moenkhausia alesis Petrolli & Benine, 2015[5]
- Moenkhausia atahualpiana (Fowler, 1907)
- Moenkhausia aurantia Bertaco, Jerep & F. R. de Carvalho, 2011[6]
- Moenkhausia australe C. H. Eigenmann, 1908[7]
- Moenkhausia barbouri C. H. Eigenmann, 1908
- Moenkhausia bellasomniosa Soares, Lima, Bastos & Rapp Py-Daniel, 2019[8]
- Moenkhausia bonita Benine, R. M. C. Castro & Sabino, 2004
- Moenkhausia britskii Azevedo-Santos & Benine, 2016[7]
- Moenkhausia browni C. H. Eigenmann, 1909
- Moenkhausia calliura (C. G. E. Ahl, 1931)[9]
- Moenkhausia celibela Marinho & Langeani, 2010[10]
- Moenkhausia ceros C. H. Eigenmann, 1908
- Moenkhausia chlorophthalma L. M. de Sousa, Netto-Ferreira & Birindelli, 2010[11]
- Moenkhausia chrysargyrea (Günther, 1864)
- Moenkhausia collettii (Steindachner, 1882)
- Moenkhausia comma C. H. Eigenmann, 1908
- Moenkhausia conspicua I. M. Soares & Bührnheim, 2016[12]
- Moenkhausia copei (Steindachner, 1882)
- Moenkhausia cosmops F. C. T. Lima, Britski & Machado, 2007
- Moenkhausia costae (Steindachner, 1907)
- Moenkhausia cotinho C. H. Eigenmann, 1908
- Moenkhausia crisnejas N. E. Pearson, 1929
- Moenkhausia dasalmas Bertaco, Jerep & F. R. de Carvalho, 2011[13]
- Moenkhausia diamantina Benine, R. M. C. Castro & A. C. A. Santos, 2007
- Moenkhausia dichroura (Kner, 1858)
- Moenkhausia diktyota F. C. T. Lima & Toledo-Piza, 2001
- Moenkhausia dorsinuda Zarske & Géry, 2002
- Moenkhausia eigenmanni Géry, 1964
- Moenkhausia eurystaenia Marinho, 2010[14]
- Moenkhausia forestii Benine, Mariguela & C. de Oliveira, 2009
- Moenkhausia gracilima C. H. Eigenmann, 1908
- Moenkhausia grandisquamis (J. P. Müller & Troschel, 1845)
- Moenkhausia hasemani C. H. Eigenmann, 1917
- Moenkhausia heikoi Géry & Zarske, 2004
- Moenkhausia hemigrammoides Géry, 1965
- Moenkhausia hysterosticta P. H. F. Lucinda, L. R. Malabarba & Benine, 2007
- Moenkhausia icae C. H. Eigenmann, 1908
- Moenkhausia inrai Géry, 1992
- Moenkhausia intermedia C. H. Eigenmann, 1908
- Moenkhausia ischyognatha Petrolli & Benine, 2015[5]
- Moenkhausia jamesi C. H. Eigenmann, 1908[5]
- Moenkhausia justae C. H. Eigenmann, 1908[5]
- Moenkhausia lata C. H. Eigenmann, 1908
- Moenkhausia latissima C. H. Eigenmann, 1908
- Moenkhausia lepidura (Kner, 1858)[9]
- Moenkhausia levidorsa Benine, 2002
- Moenkhausia lineomaculata D'Agosta, Marinho & Benine, 2015[15]
- Moenkhausia lopesi Britski & de Silimon, 2001
- Moenkhausia loweae Géry, 1992
- Moenkhausia margitae Zarske & Géry, 2001
- Moenkhausia megalops (C. H. Eigenmann, 1907)
- Moenkhausia melogramma C. H. Eigenmann, 1908
- Moenkhausia metae C. H. Eigenmann, 1922
- Moenkhausia miangi Steindachner, 1915
- Moenkhausia mikia Marinho & Langeani, 2010[16]
- Moenkhausia moisae Géry, Planquette & Le Bail, 1995
- Moenkhausia monicae Marinho, D'Agosta, Camelier & F. C. T. Lima, 2016[17]
- Moenkhausia mutum D'Agosta & Marinho, 2016[18]
- Moenkhausia naponis J. E. Böhlke, 1958
- Moenkhausia newtoni Travassos, 1964
- Moenkhausia nigromarginata W. J. E. M. Costa, 1994
- Moenkhausia oligolepis (Günther, 1864)
- Moenkhausia orteguasae Fowler, 1943
- Moenkhausia ovalis (Günther, 1868)
- Moenkhausia pankilopteryx Bertaco & P. H. F. Lucinda, 2006
- Moenkhausia parecis Ohara & Marinho, 2016[19]
- Moenkhausia petymbuaba F. C. T. Lima & Birindelli, 2006
- Moenkhausia phaeonota W. L. Fink, 1979
- Moenkhausia pirauba Zanata, Birindelli & C. L. R. Moreira, 2010[20]
- Moenkhausia pittieri C. H. Eigenmann, 1920
- Moenkhausia plumbea L. M. de Sousa, Netto-Ferreira & Birindelli, 2010[11]
- Moenkhausia pyrophthalma W. J. E. M. Costa, 1994
- Moenkhausia robertsi Géry, 1964
- Moenkhausia rubra Pastana & D'Agosta, 2014[21]
- Moenkhausia sanctaefilomenae (Steindachner, 1907)
- Moenkhausia schultzi Fernández-Yépez, 1950
- Moenkhausia shideleri C. H. Eigenmann, 1909
- Moenkhausia simulata (C. H. Eigenmann, 1924)
- Moenkhausia sthenosthoma Petrolli & Benine, 2015[5]
- Moenkhausia surinamensis Géry, 1965
- Moenkhausia takasei Géry, 1964
- Moenkhausia tergimacula Z. M. S. de Lucena & C. A. S. de Lucena, 1999
- Moenkhausia tridentata Holly, 1929
- Moenkhausia uirapuru Ohara & F. C. T. Lima, 2015[22]
- Moenkhausia venerei Petrolli, Azevedo-Santos & Benine, 2016[23]
- Moenkhausia vittata (Castelnau, 1855)[24]
- Moenkhausia xinguensis (Steindachner, 1882)